# Пошта (Галац)
Пошта (рум. Poșta) — село у повіті Галац в Румунії. Входить до складу комуни Гохор.
Село розташоване на відстані 201 км на північний схід від Бухареста, 77 км на північний захід від Галаца, 130 км на південь від Ясс, 146 км на схід від Брашова.

## Населення
За даними перепису населення 2002 року у селі проживали 239 осіб.
Національний склад населення села:
| Національність | Кількість осіб | Відсоток |
| -------------- | -------------- | -------- |
| румуни         | 233            | 97,5%    |
| цигани         | 6              | 2,5%     |

Рідною мовою назвали:
| Мова      | Кількість осіб | Відсоток |
| --------- | -------------- | -------- |
| румунська | 233            | 97,5%    |
| циганська | 6              | 2,5%     |